# Antonio Hurtado Valhondo
Antonio Hurtado Valhondo (Cáceres, 11 de abril de 1824-Madrid, 19 de junio de 1878) fue un escritor y político español.

## Biografía
Nació en Cáceres, el 11 de abril de 1824. Entre sus obras se encontraron el drama Entre el deber y el derecho, representada en el Teatro Apolo, la comedia Very-Well, representada por el actor Catalina, el drama La voz del corazón, que interpretó la actriz Matilde Díez, y La fortuna de ser loco. Otras obras suyas incluyeron dramas o comedias como La conquista de Cáceres, El árbol torcido, El curioso impertinente, La nieta del zapatero, El toisón roto, La sombra, Un negocio, El anillo del rey, En el cuarto de mi mujer, Intriga y amor, La rama de laurel y Naufragar en tierra.
Aunque cultivó la zarzuela, destacó más como novelista, con textos como Cosas del mundo, Lo que se ve y lo que no se ve y Corte y cortijo, premiada por la Real Academia Española con un premio especial. En colaboración con Gaspar Núñez de Arce, escribió La jota aragonesa, Herir en la sombra y Sueños y realidades. Se habría dado a conocer en Madrid con la comedia La verdad en el espejo. También fue autor de El romancero de Hernán-Cortés y escribió en prensa periódica. En 1859 publicó en Madrid un libro titulado La Virgen de la Montaña.
En el plano político ocupó cargos como los de diputado y senador. Falleció el 19 de junio de 1878 en Madrid. Publio Hurtado era sobrino suyo.

## Obras
- Cosas del mundo, novela original (1846).[1]
- Una broma del diablo (1849),
- Romancero de la Princesa (1852)
- Lo que se ve y lo que no se ve (1855)
- La Virgen de la Montaña. Cantos populares dedicados á la que se venera en Cáceres (1859).[1]
- Madrid dramático, colección de leyendas de los siglos XVI y XVII (1870).[1]
- Corte y cortijo, novela de costumbres (1870).[1]